# Питоняк, Душан
Ду́шан Пи́тоняк (словац. Dušan Pitoňák; род. 7 августа 1965, Попрад, Восточно-Словацкий край) — словацкий кёрлингист на колясках.
В составе сборной Словакии участник зимних Паралимпийских игр 2014, 2018, 2022 и чемпионатов мира.
Играет в основном на позициях второго и третьего.

## Команды
| Сезон   | Четвёртый      | Третий           | Второй           | Первый           | Запасной                                                | Турниры                          |
| ------- | -------------- | ---------------- | ---------------- | ---------------- | ------------------------------------------------------- | -------------------------------- |
| 2008—09 | Радослав Дюриш | Душан Питоняк    | Бранислав Якубец | Алёна Канова     | Imrich Lyocsa                                           | ЧМК 2009 (квал. 2008) (10 место) |
| 2010—11 | Радослав Дюриш | Душан Питоняк    | Бранислав Якубец | Алёна Канова     | Моника Кункелова                                        | ЧМК 2011 (квал. 2010) (6 место)  |
| 2011—12 | Радослав Дюриш | Бранислав Якубец | Душан Питоняк    | Моника Кункелова |                                                         | ЧМК 2012 (квал. 2011)            |
| 2011—12 | Радослав Дюриш | Бранислав Якубец | Душан Питоняк    | Моника Кункелова | Алёна Канова                                            | ЧМК 2012 (4 место)               |
| 2012—13 | Радослав Дюриш | Бранислав Якубец | Душан Питоняк    | Моника Кункелова | Алёна Канова                                            | ЧМК 2013 (7 место)               |
| 2013—14 | Радослав Дюриш | Бранислав Якубец | Душан Питоняк    | Моника Кункелова | Алёна Канова тренер: Франтишек Питоняк                  | ЗПИ 2014 (9 место)               |
| 2014—15 | Радослав Дюриш | Бранислав Якубец | Душан Питоняк    | Моника Кункелова | Imrich Lyocsa                                           | ЧМК 2015 (4 место)               |
| 2015—16 | Радослав Дюриш | Душан Питоняк    | Петер Затько     | Моника Кункелова | Imrich Lyocsa                                           | ЧМК 2016 (9 место)               |
| 2017—18 | Душан Питоняк  | Радослав Дюриш   | Петер Затько     | Моника Кункелова | Imrich Lyocsa тренеры: Франтишек Питоняк, Павол Питоняк | ЗПИ 2018 (9 место)               |
| 2018—19 | Радослав Дюриш | Дюшан Питоняк    | Imrich Lyocsa    | Моника Кункелова | Петер Затько тренеры: Франтишек Питоняк, Milan Bubenik  | ЧМК 2019 (6 место)               |
| 2019—20 | Радослав Дюриш | Петер Затько     | Дюшан Питоняк    | Моника Кункелова | Imrich Lyócsa тренер: Франтишек Питоняк                 | ЧМК 2020 (8 место)               |
| 2020—21 | Радослав Дюриш | Дюшан Питоняк    | Петер Затько     | Моника Кункелова | Imrich Lyócsa тренер: Франтишек Питоняк                 | ЧМК 2021 (10 место)              |
| 2021—22 | Петер Затько   | Радослав Дюриш   | Дюшан Питоняк    | Моника Кункелова | Алёна Канова тренер: Франтишек Питоняк                  | ЗПИ 2022 (4 место)               |
| 2023—24 | Петер Затько   | Радослав Дюриш   | Душан Питоняк    | Моника Кункелова | Adrian Durcek тренеры: Даниэла Матулова, Milan Bubenik  | ЧМК 2024 (7 место)               |

(скипы выделены полужирным шрифтом)

## Частная жизнь
Душан — представитель большой семьи словацких кёрлингистов: четверо из его братьев (Павол, Франтишек, Томаш и Петер) играют в одной мужской команде на национальных и международных турнирах и чемпионатах; Павол и Франтишек бывают тренерами колясочных команд Душана на чемпионатах мира и Паралимпийских играх; многие другие члены семьи тоже играют в кёрлинг или являются тренерами по кёрлингу.